# Чжан Ер
Чжан Ер (кит.: 張耳; піньїнь: Zhāng Ěr; прибл. 256 до н. е. – 202 до н. е.), люб'язне ім'я Юнія (кит.: 君嘉) — видатний аристократ Чжао, повстанський лідер під час протистояння Чу і Хань. Правитель держави Чаншань. Довічний союзник Чень Ю та раннього прихильника Лю Бана, він допоміг координувати анти-цінські повстання в останні роки династії Цінь, керував Північним Хебей за короткочасною схемою вісімнадцяти королівств Сян Юй, і в кінцевому підсумку здав своє царство засновнику імператора династії Хань.

## Імена
- Чжан Ер (кит.: 張耳) - особисте ім’я
- Юнія (кит.: 君嘉) - Ім'я ввічливості
- Король Чаншань (кит.: 常山王) - благородний титул отримав 206 р. до н.е.
- Король Вей (кит.: 威王) - посмертний заголовок, записаний у Ханьшу

## Раннє життя
Чжан Ер народився в Чжао Серце, ймовірно, поблизу сучасного Ханьдана, під час періоду пізніх воюючих держав. Ранні хроніки у записах Великого історика описують його як меншого аристократа, який налагодив тісну дружбу з Ченом Ю, товаришем Чжао, відомий своєю стипендією у військових текстах. Коли Чжао впав до Цінь у 228 р. До н.е., обидва чоловіки стали місцевими чиновниками низького рівня за системою командування Цінь, спокійно виховуючи анти-цин-настрої.

## Повстання проти Цінь
У 209 р. до н.е., повстання Дазеканга на чолі з Чень Шен та У Ґуан викликало широкі повстання. Чжан Ер і Чен Ю організували повстанців Чжоуджінгу (鉏井), захоплюючи стару столицю Чжао Юлу. Вони проголосили Чжао Сє король Чжао, з Чжан, виконуючи функції канцлера (丞相). Пізніше їхні сили воювали разом із Сян Юй в рішучій битві при Джулу, допомагаючи розбити основні північні армії Цінь.

## Роль у вісімнадцяти царствах
Після краху Цінь у 206 р. До н.е., Сян Ю розділив імперію на "Вісімнадцять царств". Чжан Ер був підготовлений як король Чаншана, керуючи шістьма північними графствами, зосередженими на сучасному Шицзяжжану. Чен Ю став королем Дая, утворюючи альянс Чжао -Дай до західного флангу буфера Сян Ю.

## Альянс з Лю Банчем
Суворі переваги Сян Ю відчужали багато регіональних правителів. У 205 р. До н.е., коли Лю Бан - тоді король Хань - перейшов у центральну рівнину, Чжан Ер приховано пообіцяв підтримку. Його син Чжан Ао одружився на старшій дочці Лю Банга, закріплюючи альянс. Згодом війська Чаншань воювали під Ханом Сіном у північних кампаніях проти Вей, Чжао та Яна.

## Зниження та смерть
Після остаточної перемоги Лю Бан над Сян Юй в Гейксії (202 р. До н.е.), нової консолідованої території імператора. Чжан Ер подав свою королівську печатку і був створений маркізом Лу (盧侯). Він помер пізніше того ж року, супроводжуючи Імператорський суд у Луянані. Книга Хань записує посмертний заголовок короля Вей (威王).

## Зовнішні посилання
- Ши цзі (кит.)
- Ханьшу (кит.)